# Prince de Soissons
Prince, Principius ou Principe (décédé le 25 septembre 505), douzième évêque de Soissons, (vers 474 ?) père (ou oncle?) de saint Loup et frère de saint Remi (vers 437-13 janvier 535). Il est reconnu saint par l'Église catholique.

## Biographie
C’est sous son épiscopat que de grands évènements eurent lieu, notamment, la fin de l’occupation romaine et l’affirmation de la suprématie des Francs. 
Saint Prince (ou Principe) est le témoin du décès de Ægidius, magister militum des Gaules (464) et de la défaite de Syagrius, son fils, vaincu par Clovis, à peine âgé de vingt-deux ans (486). Soissons tombe entre les mains du vainqueur et devient le siège de la monarchie franque. Syagrius, après la perte de son armée, s’enfuit à Toulouse, chez Alaric II, roi des wisigoths, qui le livre à Clovis, celui-ci le fera exécuter.
Les qualités de saint Prince lui attirent la considération de Clovis. Elles contribuent à renforcer l'influence du saint évêque sur Clotilde, épouse de Clovis, et encouragent cette princesse dans ses tentatives pour vaincre les réticences de son époux afin de lui faire embrasser la foi chrétienne. La gloire de le baptiser en même temps que les principaux chefs francs est réservé au frère de saint Prince, saint Remi, archevêque de Reims. Néanmoins, saint Prince participe aux cérémonies de ce baptême en présence du collège des évêques des Gaules. De retour à Soissons, il assiste, les nouveaux convertis à mener une vie plus conforme à la doctrine évangélique qu’ils viennent d’adopter.
La bienveillance de Clovis devenu chrétien ne fait pas défaut à saint Prince. Il en profite pour étendre la présence de la religion chrétienne et adoucir le sort des peuples. Il fait construire de nouvelles églises, accroître le nombre d'autels ou de paroisses afin de rendre l’instruction plus accessible. Il correspond, comme son frère Remi (évêque de Reims), avec Sidoine Apollinaire (Livre IX,8), dont les lettres donnent une idée du style littéraire gallo-romain, élégant et très cultivé que les trois hommes avaient en commun.
Saint Prince est inhumé par saint Remi, son frère, en la chapelle de sainte Thècle. Plus tard ses reliques seront transférées en la cathédrale de Soissons. En 1567, elles seront réduites en cendres par l’action des hérétiques. 
Le Gallia Christiana précise que l’on vénérait son bras en la collégiale Saint-Amé.

## Sources
- S. Prince ou Principe, XII. Evesque », dans Histoire de la ville de Soissons, de Claude Dormay, tome 1, Soissons : chez Nicolas Asseline, 1663, p. 143
- Vies des Saints par Mgr Guérin (obtenu lui-même par la notice due à M. Henri Congnet, chanoine de Soissons) 1870
- Le Gallia Christiana par Léon-Paul Piolin